# Гран-при Бразилии 1994 года
Гран-при Бразилии 1994 года — первый этап чемпионата мира по автогонкам в классе Формула-1 сезона 1994 года прошёл на трассе Интерлагос в Бразилии 27 марта. В самом начале сезона фаворитом был трёхкратный чемпион мира Айртон Сенна, завоевавший поул-позицию и лидировавший в гонке, однако сошёл с дистанции в одном из поворотов. Первым финишировал Михаэль Шумахер, более чем на круг опередивший Деймона Хилла, приехавшего вторым.

## Квалификация
Первую квалификацию сезона на домашней трассе ожидаемо выиграл Айртон Сенна, однако во время заезда пошёл ливень и квалификацию прервали. Михаэль Шумахер показал второе время, а Жан Алези стал третьим. Дебютант Хайнц-Харальд Френтцен неожиданно занял 5-е место на стартовой решётке.

## Гонка
На старте Сенна сохранил лидерство и стал отрываться от пелотона, а Жан Алези обогнал Михаэля Шумахера. На втором круге Шумахер отвоевал второе место у француза и начал догонять Сенну, который сумел сделать отрыв в 4 секунды. Перед пит-стопом немецкий гонщик сократил отставание до секунды с небольшим, а на 21 круге лидирующая пара вместе заехала на пит-лейн для дозаправки и смены резины. Несмотря на одинаковую стратегию обеих команд, пит-стоп Benneton прошёл значительно быстрее, чем остановка Williams, что позволило Шумахеру первым выехать с пит-лейн и захватить лидирующую позицию.
На 35 круге произошла авария с участием сразу четырёх автомобилей. На длинной прямой Мартин Брандл из-за неполадок с его McLaren значительно замедлился, а троим ехавшим сзади автомобилям не хватило ширины трассы. Benetton дебютанта Йоса Ферстаппена из-за столкновения взлетел в воздух и перелетел автомобиль Брандла. Вместе с ними сошли с дистанции Эрик Бернар на Ligier и Эдди Ирвайн на Jordan. Виновником инцидента позже был признан Ирвайн, из-за которого Ферстаппен выехал на траву; Ирвайн был дисквалифицирован на одну гонку, а после протеста команды, наказание увеличили до трёх Гран-при.
К этому моменту Сенна значительно уступал лидеру гонки, после второй волны пит-стопов Шумахер оторвался более чем на 10 секунд. Дэймон Хилл, напарник Сенны, уступая Шумахеру на круг, довольно удачно сдерживал последнего, а бразильцу удалось сократить отставание до 5 секунд. Сенна старался догнать лидера, но его Williams на порядком изношенной резине занесло в одном из поворотов на 55 круге и автомобиль остановился. После схода Сенны многие бразильские болельщики потянулись к выходу с автодрома. Шумахер, опережая ближайшего преследователя на целый круг, комфортно завершил гонку, выиграв свой третий Гран-при. Вторым на подиуме оказался Дэймон Хилл, а третьим приехал Жан Алези на Ferrari.
| Место | С  | №  | Гонщик                 | Команда           | Ш | Круги | Время/причина схода | О  |
| ----- | -- | -- | ---------------------- | ----------------- | - | ----- | ------------------- | -- |
| 1     | 2  | 5  | Михаэль Шумахер        | Benetton-Ford     | G | 71    | 1:35:39,2           | 10 |
| 2     | 4  | 0  | Деймон Хилл            | Williams-Renault  | G | 70    | +1 круг             | 6  |
| 3     | 3  | 27 | Жан Алези              | Ferrari           | G | 70    | +1 круг             | 4  |
| 4     | 14 | 14 | Рубенс Баррикелло      | Jordan-Hart       | G | 70    | +1 круг             | 3  |
| 5     | 10 | 3  | Юкио Катаяма           | Tyrrell-Yamaha    | G | 69    | +2 круга            | 2  |
| 6     | 7  | 29 | Карл Вендлингер        | Sauber-Mercedes   | G | 69    | +2 круга            | 1  |
| 7     | 21 | 12 | Джонни Херберт         | Lotus-Mugen-Honda | G | 69    | +2 круга            |    |
| 8     | 15 | 23 | Пьерлуиджи Мартини     | Minardi-Ford      | G | 69    | +2 круга            |    |
| 9     | 13 | 20 | Эрик Кома              | Larrousse-Ford    | G | 68    | +3 круга            |    |
| 10    | 24 | 11 | Педро Лами             | Lotus-Mugen-Honda | G | 68    | +3 круга            |    |
| 11    | 19 | 26 | Оливье Панис           | Ligier-Renault    | G | 68    | +3 круга            |    |
| 12    | 26 | 31 | Дэвид Брэбем           | Simtek-Ford       | G | 67    | +4 круга            |    |
| Сход  | 1  | 2  | Айртон Сенна           | Williams-Renault  | G | 55    | Вылет               |    |
| Сход  | 18 | 8  | Мартин Брандл          | McLaren-Peugeot   | G | 34    | Авария              |    |
| Сход  | 16 | 15 | Эдди Ирвайн            | Jordan-Hart       | G | 34    | Авария              |    |
| Сход  | 9  | 6  | Йос Ферстаппен         | Benetton-Ford     | G | 34    | Авария              |    |
| Сход  | 20 | 25 | Эрик Бернар            | Ligier-Renault    | G | 33    | Вылет               |    |
| Сход  | 12 | 4  | Марк Бланделл          | Tyrrell-Yamaha    | G | 21    | Вылет               |    |
| Сход  | 11 | 9  | Кристиан Фиттипальди   | Arrows-Ford       | G | 21    | Коробка передач     |    |
| Сход  | 5  | 30 | Хайнц-Харальд Френтцен | Sauber-Mercedes   | G | 15    | Вылет               |    |
| Сход  | 8  | 7  | Мика Хаккинен          | McLaren-Peugeot   | G | 13    | Двигатель           |    |
| Сход  | 22 | 24 | Микеле Альборето       | Minardi-Ford      | G | 7     | Двигатель           |    |
| Сход  | 6  | 10 | Джанни Морбиделли      | Arrows-Ford       | G | 5     | Коробка передач     |    |
| Сход  | 17 | 28 | Герхард Бергер         | Ferrari           | G | 5     | Двигатель           |    |
| Сход  | 23 | 19 | Оливье Беретта         | Larrousse-Ford    | G | 2     | Авария              |    |
| Сход  | 25 | 34 | Бертран Гашо           | Pacific-Ilmor     | G | 1     | Авария              |    |
| НКВ   |    | 32 | Роланд Ратценбергер    | Simtek-Ford       | G |       |                     |    |
| НКВ   |    | 33 | Поль Бельмондо         | Pacific-Ilmor     | G |       |                     |    |

- Лучший круг: Михаэль Шумахер (1:18,455);
- Круги лидирования: 1—21 Айртон Сенна, 22—71 Михаэль Шумахер;
- Первый Гран-при для Хайнца-Харальда Френтцена, Йоса Ферстаппена, Роланда Ратценбергера, Оливье Паниса и Оливье Беретта;
- Первый Гран-при для команд Simtek и Pacific Racing
- Первые очки в карьере гонщика Юкио Катаямы;
- Первая гонка Айртона Сенны за команду Williams-Renault;
- Эдди Ирвайн дисквалифицирован на одну гонку за инициирование столкновения с Йосом Ферстаппеном и Мартином Брандлом. После апелляции команды дисквалификацию увеличили до трёх Гран-при.